# Тризно, Борис Васильевич
Борис Васильевич Тризно (16 апреля 1898, Изабелино — 13 февраля 1968, Ленинград) — советский флейтист, педагог. Заслуженный деятель искусств РСФСР 1956.

## Биография
Родился в деревне Изабелино Могилёвской губернии (ныне территория Белоруссии). В 1923 окончил Петроградскую консерваторию по классу флейты у Р. К. Ламберта. В 1923—1929 артист оркестра Ленинградского Малого оперного театра. В 1932―62 солист Академического симфонического оркестра Ленинградской филармонии. В 1929—1932 преподавал в Минской, в 1937―68 — в Ленинградской консерваториях (с 1952 профессор). Среди учеников — Е. П. Зайвей, Г. П. Никитин и др.

## Творческая деятельность
Выступал в концертах как солист и ансамблист. Был выдающимся виртуозом, его игра отличалась высокой культурой, техническим совершенством. В основном известен как автор методических разработок, транскрипций и редакций ряда произведений для флейты. Автор книги «Флейта» (М.: Музыка, 1964).

## Награды
- Лауреат Всесоюзного конкурса музыкантов-исполнителей в Ленинграде (1935)
- Заслуженный деятель искусств РСФСР (1956).